# 岩井宏
岩井 宏（いわい ひろし、1944年2月23日 - 2000年7月24日）は、シンガーソングライター。フォーク、ブルーグラス、オールドタイムのバンジョー、ギター奏者、音楽ディレクター。
アート音楽出版発行の「フォークリポート」などに於いて「日本一のバンジョー弾き」と書かれ、その草分けとして多くの後身に影響を与えた。
関西フォークブームのなかで高田渡ら人気シンガーのサポートを担当した後、シンガーソングライターとしてデビュー。

## 経歴

### サラリーマンからのデビュー
1966年、はしだのりひこ、北山修、加藤和彦、杉田二郎らと京都フォークソング集団のAFL（アソシエイティッド・フォークロリスト）の呼びかけ人となる。及び、はしだのりひこがリーダーの「デューディ・ランブラーズ」や他には「グリティー・グリーメン」「モダンルーツ・シンガーズ」といった関西の大学生達が結成したバンドにバンジョー奏者として参加をしていた。
1968年、すでに就職していたが、京都YMCAでの高石ともやのコンサートに出ていた高田渡の歌と出会う。その後、バンジョーで高田をサポートし、労音や大学のバリケードなどで、全国を回る。同年に東京・原宿で設立された音楽出版社・アート音楽出版（高石ともや事務所関連の版権管理などの会社）の社員になる。その後、アート音楽出版は、1969年に設立されたURCレコード関連の版権・音源も管理する音楽出版社となる。
また、「あんぐら音楽祭」などのライブ・コンサートのバッキングとしても活動。ステージでは、バンジョーを奏でて、高田、岡林信康、高石ともやらのサポートを担当。朝の人気番組「ヤング720」にも高田、岡林と何度か出演、演奏。特に高田の「大・ダイジェスト版三億円強奪事件の唄」では、岩井のバンジョーは絶対に欠かせないものであった。この頃の岩井のバンジョーの音は、当時のライブの実況録音盤以外では、高田のシングル「自衛隊に入ろう」「転身」（B面「電車問題」では高田とデュエット）「大・ダイジェスト版三億円強奪事件の唄」、高石の「ホーチミンのバラード」、岡林の「ヘライデ」「アメリカちゃん」、中川五郎の「コール・タトゥー」などで聴くことが出来る。1969年8月、遠藤賢司、五つの赤い風船、岡林らと、名古屋フォークキャンプ例会に出演。同月、京都で行われた第4回フォークキャンプで、バンジョーを弾いて、マヨネーズ（坂庭省悟、中嶋陽二、箕島修）のサポートを行う。この時に演奏された高田渡とフォーク・シラケターズ（メンバー:若林純夫・岩井宏・岡林・西岡たかしの4人）による「自衛隊に入ろう」はシングルとしてURCから発売され、上記の通り、サポートで演奏している岩井のバンジョーの音も収録されている。中山容、有馬敲、高田と4人でミニコミ紙「バトコイア」を作り、1969年10月18日には京都の誓弘寺で「バトコイアのうたの会」というライブを行い、高田、岩井の他、遠藤、中山ラビ、マヨネーズ、豊田勇造、愚などが出演。以降、数回に渡り、この会は開かれた。

### 詩人とのコラボレーション
京都在住の詩人の有馬敲の子ども向けの詩に曲をつけて、岩井自らとマヨネーズ、バラーズらが演奏・歌唱したLP「ぼくのしるし わらべうた24」（URC）が1970年4月にリリースされた。このうち、岩井は、表題作「ぼくのしるし」の他、「ひざこぞうのうた」「らくがき」「まいまい」「くわばら」を歌唱。その後のほのぼのとした作風の原点がうかがわれる。この時期に岩井がバンジョーでサポートしていた当時の相棒とも言える高田が所属していた音楽舎を辞め活動がなくなりかけていたため、アート音楽出版に勤務し、URCのディレクターを務めることになる。1972年6月に退社（同時期のURCディレクターにジャックス解散後の早川義夫が居た）。その後は小室等と共にキングレコード・ベルウッド・レコードの契約ディレクターとなる。

### 使用バンジョーと奏法
使用するバンジョーは、フォークシンガーのピート・シーガーが考案した、従来のバンジョーよりも3フレット分長い、オープンバックのロングネック・バンジョーであり、このバンジョーで演奏することが、岩井宏の特徴でもあった。使用楽器メーカーは、ギブソンの「RB-175」やベガの「pete seeger model」であった。1960年代はブルーグラスでよく弾かれるスリーフィンガー・ピッキングが主体であったが、1970年代に入るとオールドタイムなどで弾かれるフレイリング奏法、クロウハンマー奏法が主体の演奏になっていった。フレイリング奏法を岩井に伝授させたのは、五つの赤い風船の西岡たかしである。岩井のバンジョープレイは、ルーツには学生時代に鮮烈な衝撃を受けたブルーグラスを外すことは出来ないが、その奏法は極めて独特で、ブルーグラスともオールドタイムとも異なった、彼にしか奏でられない「和」の匂いのする独自の音色を持っていた。バッキングプレイは極めて的確で、チューナーも満足にない時代に、シビアなチューニングを要求されるバンジョーという楽器での見事なサポートは天性の才能と言ってもよい。

### ソロシンガーとしてデビュー
全日本フォークジャンボリーには、1969年の第1回から参加。春歌などもソロのレパートリーとしていた。1970年8月の第2回全日本フォークジャンボリーで、高田渡「銭がなけりゃ」、加川良「教訓Ⅰ」「その朝」「赤土の下で」をサポート、さらに「この世に住む家とてなく」を高田渡、加川良ともに演奏。この頃より、同じアート音楽出版の社員であった部下の加川良とともに、高田渡のステージをサポートすることが多くなる。同年10月には、京都と大阪で前年に開催された第2回フォーク・ジャンボリーの記録映画「だからここに来た」の上映の後のライブに遠藤賢司、加川良、高田渡と出演している。LP『第2回全日本フォーク・ジャンボリー1』が日本ビクターから出たばかりで、知名度も上がっていく。同年始まったMBSラジオの深夜ラジオ番組「MBSチャチャヤング」、加川とともに水曜日のレギュラーとして出演（火曜日は、西岡たかし）。同年暮、「岡林信康コンサート」に高田、加川ともに出演。当時の演奏は秀逸で、すでに頓挫しかけていた岡林を完全に呑み込んでいる（後年、ディスクユニオンによりCD復刻）。
1971年8月の「第3回全日本フォークジャンボリー」でも、サブステージにて、高田の「自転車にのって」「生活の柄」を、加川とサポート。また加川の「教訓Ⅰ（加川は「教訓Ⅲ」と呼ぶ）」もサポート。ソロでも自作の「かみしばい」「サラリーマンをバカにしちゃダメよ」「赤ん坊さんよ負けるなよ」の演奏が実況録音盤に収録。高田、加川と3人での演奏が多く、客席が笑いに包まれることから「3バカトリオ」と呼ばれる。福岡風太、阿部登らが中心になって主催された1972年の春一番の幻と呼ばれた10枚組LP「1972春一番BOX」を吉野金次と共に自主制作した。
1973年7月25日、加川・中川イサトらのサポートでベルウッド・レコードより、生まれてきた息子である聡に捧げられたアルバムアルバム『30才／岩井宏』を発表し、プロ・シンガー、音楽ディレクターとしての活動を停止した。

### エピソード
岩井はベルウッド・レコードから、ソロアルバムを一枚リリースしたら音楽を辞める（正式にはアマチュアとして音楽活動する形態）と周囲の関係者にも断言しており、事実、プロとしての活動を停止してしまうが、それにあたり当時、高田が岩井の家に訪ねて行き、「今、辞めるのは卑怯だ」と憤怒したという逸話がある。これは書店を経営するため、一年前に音楽を引退した早川義夫にも言い放った言葉であり、高田にとって仲間が音楽界から去っていくことは辛く耐え難いものであったと言える。岩井がアマチュア時代になった1973年以降、オールドタイムの仲間との演奏が多くなり、URC・ベルウッドなどのレーベルに所属していた、かつての音楽仲間とは疎遠状態になってしまったが、その後も1980年代以降も死去までに共演したURC・ベルウッド関連のミュージシャンは、高田と友部正人の二人であり近いところで坂庭省悟もいた。野球では東京ヤクルトスワローズファンであった。

### メジャー・シーンからの引退後
メジャー・シーンから引退をしたが、音楽からは足を洗ったわけではなく、その後もオールドタイムの仲間とバンド「シャックリ・ウインド」を結成、喫茶店やイベントで演奏したり、1980年には友部の自主制作アルバム『なんでもない日には』の制作を手伝った。1980年代後半には東京の下町から、関西に移りバンド「はっぴっぴー」に参加。その後も、自ら曲を書き続け、1980年代、1990年代には、ブルーグラス・オールドタイム専門月刊誌にも寄稿するなどバンジョー奏者の草分けとして多くのファンの尊敬を集めた。岩井宏はバンジョー弾きというイメージであるが、本人は謙虚な性格であった為、メジャー・シーンからの引退後は「自分よりバンジョーが巧い」（息子の聡によると1980年頃親戚の工場に勤務していた際、プレス機で指を切断し病院にて結合したが第一関節が曲がらなくなっていたのでバンジョーの演奏が思うように出来なくなっていたのかもしれないとのこと）と思ったオールドタイムの仲間にバンジョーを任せて、自らはギブソンのアコースティック・ギターで演奏することが多く、その傾向は生涯変わらなかった。坂庭省悟が岩井の楽曲「風のない街」を自身のアルバムでカバーをしている。他にも岩井が制作した楽曲で「昼休み」などは何人かのミュージシャンがライブなどでカバーしている。亡くなる約一週間前のライブ（2000年7月16日「オールドタイム・パーティー・イン・コミカ〜井上ケン&一美ファミリー帰国記念ライブ」）でも、ステージに立ち、楽曲を披露。このステージが生涯最後のステージであった。
2000年7月24日、交通事故で死去。享年56歳。
雑誌ムーンシャイナーの2000年9月号に追悼記事が掲載。2004年7月28日、アルバム『30才／岩井宏』がCDとして発売。2012年10月3日、13回忌の同年、2004年まで長くCD化されなかったアルバム『30才』は予想を上回る売り上げであった為、ベルウッド40周年の中でCDが再発盤された。

## 出演番組
- MBSチャチャヤング（MBSラジオ）

## ディスコグラフィ

### シングル
| 発売日         | 面  | タイトル                         | 規格 | 規格品番 |
| URC            | URC | URC                              | URC  | URC      |
| -------------- | --- | -------------------------------- | ---- | -------- |
| 1969年6月      | A   | 転身                             | EP   | URS-0005 |
| 1969年6月      | B   | 電車問題                         | EP   | URS-0005 |
| キングレコード |     |                                  |      |          |
| 1972年1月      | A   | かみしばい                       | EP   | BS-1456  |
| 1972年1月      | B   | サラリーマンをバカにしちゃダメよ | EP   | BS-1456  |

### アルバム

#### オリジナルアルバム
| 発売日               | タイトル | 規格                 | 規格品番             | 備考                 |
| ベルウッド・レコード | ベルウッド・レコード | ベルウッド・レコード | ベルウッド・レコード | ベルウッド・レコード |
| -------------------- | --- | -------------------- | -------------------- | -------------------- |
| 1973年7月25日        | 30才 A面 1. 小さな歯車 2. ほおずき市 3. 放浪者の子守唄 4. 路地 5. かみしばい B面 1. 道草 2. 赤ん坊さんよ負けるなよ 3. 屋根裏部屋 4. 春のつむぎ歌 5. 30才 | LP                   | OFL-13               |                      |
| 2004年7月28日        | 30才 A面 1. 小さな歯車 2. ほおずき市 3. 放浪者の子守唄 4. 路地 5. かみしばい B面 1. 道草 2. 赤ん坊さんよ負けるなよ 3. 屋根裏部屋 4. 春のつむぎ歌 5. 30才 | CD                   | BZCS-9040            |                      |
| 2012年10月3日        | 30才 A面 1. 小さな歯車 2. ほおずき市 3. 放浪者の子守唄 4. 路地 5. かみしばい B面 1. 道草 2. 赤ん坊さんよ負けるなよ 3. 屋根裏部屋 4. 春のつむぎ歌 5. 30才 | CD                   | KICS-2565            | デジタルリマスター版 |

#### オムニバス・アルバム
- 『第1回全日本フォークジャンボリー'69』（URC）
  - 「大・ダイジェスト版 三億円強奪事件の唄～東京フォークゲリラの諸君達を語る」「転身」を、いずれも高田渡と。
- 『ぼくのしるし わらべうた24』（URC）
  - 「くわばら」「ひざこぞうのうた」「ぼくのしるし」「まいまい」「らくがき」収録。
- 『第3回全日本フォークジャンボリー'71』（URC）
  - 「かみしばい」「サラリーマンをバカにしちゃダメよ」収録。
- 『あんぐら音楽祭』（URC）
  - 「朝日楼」高田渡と。
- 『決定盤!日本フォーク＆ロック大全集』（1973年11月5日、ベルウッド・レコード、KR-7158/60）
  - 「かみしばい」収録。
- 『History Of Japanese Folk I』（1989年9月25日、H20K-25021）
  - 「路地」収録。

## 参加作品
- 岡林信康
  - アルバム『岡林信康アルバム第3集 俺ら いちぬけた』
- 高田渡
- 友部正人
  - アルバム『大阪へやって来た』
- なぎら健壱
  - アルバム『葛飾にバッタを見た』
- ザ・ディランII
  - シングル『僕の街／ガムをかんで』